# كرة القدم في الألعاب الأولمبية الصيفية 2004
في رياضة كرة القدم في الألعاب الأولمبية الصيفية الثامنة والعشرون بدأت المنافسات في 11 أغسطس وانتهت في 28 اغسطس وكانت الفرق الرجالية دون سن 23 عاما بينما لم تكن هناك تحديد للعمر في فرق السيدات وشاركت الفرق الوطنية للسيدات في الألعاب الأولمبية لعدم وجود ظاهرة الاحتراف في كرة القدم للسيدات. فاز منتخب الأرجنتين بالميدالية الذهبية للرجال وحصل اللاعب الأرجنتيني كارلوس تافيز بجائزة الحذاء الذهبي بينما فازت سيدات الولايات المتحدة بالذهبية.
مع العلم أن المنتخب العراقي الأولمبي لكرة القدم حصلت على المرتبة الرابعة بعد خسارتها أمام منتخب إيطاليا لكرة القدم بهدف نظيف، وهي أول دولة عربية تحصل على هذا الإنجاز. والمنتخب العراقي جعل العرب يفتخرون به لانه رغم الظروف التي كان يمر بها الا انه اثبت وجوده من خلال المشاركة بهذه الأولمبياد

## نهائيات السيدات
| الترتيب | الدولة                     | الميداليات | المجموع |
| 1       | الولايات المتحدة الأمريكية | 1 ذهبية    | 1       |
| 2       | البرازيل                   | 1 فضية     | 1       |
| 3       |                            | 1 برونزية  | 1       |